# Жовета
Жовета од Бетаније (око 1120 - пре 1178) била је најмлађа ћерка Балдуина II Јерусалимског и Морфије од Мелитене.

## Биографија
Жовета је једина Балдуинова ћерка рођена након његовог крунисања 1118. године. По први пут се спомиње 1123. године када је Балдуин заробљен од стране емира Белека, атабега Мосула и наследника Ил Газија. Након Белекове смрти, Балдуин је склопио савез са новим владаром Мосула, Тимурташ ибн Илгазијем, којем је обећао плаћање откупа од 80.000 динара и враћање неких територија. Балдуин је откуп платио од плена добијеног у бици код Азаза, али територије није вратио. Прича се да је том приликом мала Жовета силована.
Жовету је Балдуин откупио за време владавине Аксонгора ил Бурсугија 1126. године. Жовета је послата у манастир св. Ане у Јерусалиму. Године 1143. њена старија сестра Мелисенда подигла је манастур у Бетанији где је 1144. године Жовета постала прва опатица. Године 1161. била је уз Мелисендину самртну постељу. Након тога је нестала из историјских записа. Претпоставља се да је умрла пре 1178. године када се спомиње њена наследница на месту опатице Бетаније.